# Butik med musik
Butik med musik (engelska: In the Good Old Summertime) är en amerikansk musikalfilm från 1949 i regi av Robert Z. Leonard och Buster Keaton. I huvudrollerna ses Judy Garland, Van Johnson, S.Z. Sakall och Spring Byington. Filmen är baserad på pjäsen Parfymeriet av Miklós László. Berättelsen har filmatiserats flera gånger, bland annat som Den lilla butiken (1940) och Du har mail (1998).

## Rollista i urval
- Judy Garland - Veronica Fisher
- Van Johnson - Andrew Larkin
- S.Z. Sakall - Otto Oberkugen
- Spring Byington - Nellie Burke
- Clinton Sundberg - Rudy Hansen
- Buster Keaton - Hickey
- Marcia Van Dyke - Louise Parkson
- Lillian Bronson - tant Addie
- Liza Minnelli - Veronica och Andrews dotter (ej krediterad)

## Sånger
- "In the Good Old Summertime" (George Evans, Ren Shields)
- "Meet Me Tonight in Dreamland" (Leo Friedman, Beth Whitson)
- "Put Your Arms Around Me, Honey" (Albert Von Tilzer, Junie McCree)
- "Play That Barbershop Chord" (Lewis Muir, Willam Tracey)
- "I Don't Care" (Harry Sutton, Jean Lenox)
- "Merry Christmas" (Fred Spielman, Janice Torre)